# Grupo Werthein
O Grupo Werthein é uma holding com mais de 90 anos de história, liderada por membros da família Werthein de diferentes gerações. 
Com origens nos setores agropecuário, de alimentos e bebidas, e seguros na Argentina,  desde 2003 o grupo expandiu suas operações tanto na Argentina quanto regionalmente, diversificando seu portfólio de investimentos. O grupo controla uma empresa de tecnologia de mídia com serviços de entretenimento, informação e conectividade, e expandiu o ecossistema de negócios com desenvolvimento imobiliário, seguros, saúde, tecnologia, alimentos e bebidas, além de desenvolvimento de capital humano.  
O Grupo emprega mais de 8.200 colaboradores diretos e possui uma rede de cerca de 35.000 parceiros na região. 

## Histórico
Em 1904, Leon Werthein, um comerciante da Bessarábia, decidiu deixar o Império Russo devido à hostilidade contra o povo judeu.  O destino era a Argentina. Um ano depois, sua esposa, Ana Jacham, chegou com os quatro filhos: Gregorio, Elisa, Numo e Israel. No país sulamericano nasceriam mais outros quatro membros da família: Abraham, Fany, Noel e Julio. 
Na cidade de Ingeniero White, Bahía Blanca, província de Buenos Aires, León Werthein trabalhou no porto, primeiro como estivador, depois como capataz. Em seguida, estabeleceu-se em Salliqueló, onde abriu uma loja de artigos gerais. O próximo passo foi mudar-se para Miguel Riglos, em Atreucó, província de La Pampa, onde, junto aos filhos, abriu outra loja, em 1917. O patriarca faleceu em 1935 e seus descendentes deram continuidade aos negócios da família.  

### Origem e Fundadores
Embora León e seus filhos tenham começado a trabalhar e a negociar desde sua chegada à Argentina, o Grupo Werthein tem sua origem formal em 1928, na localidade de Miguel Riglos, onde Gregorio, Numo e Noel fundaram a empresa agrícola que leva seus nomes: "Gregorio, Numo y Noel Werthein S.A." (GNNW).  As raízes dos negócios familiares no setor em que a empresa cresceu, estão sólidas e continuam a ser uma parte fundamental da holding no século XXI. Já na primeira metade do século XX, a família diversificou seu portfólio de atuação e alguns membros se aventuraram no setor hoteleiro: em Mar del Plata, Buenos Aires, Carhué e Río Hondo. 
Noel, Numo, Julio e Leo Werthein inauguraram diferentes companhias:
- Noel e Numo Werthein cofundaram a Universidade de Tel Aviv em 1968, juntamente com George S. Wise. [9]
- Noel Werthein foi presidente da Câmara de Comércio Argentino-Israelense. [10]
- Gregorio Werthein foi presidente do Banco Israelita del Río de la Plata, em Buenos Aires, Argentina. [11]
- Julio Werthein, o filho mais novo de Leon, foi responsável pela entrada da família no setor financeiro, com a aquisição do Banco Mercantil em 1963, e lançou as bases para a futura atividade do Grupo no ramo. Também foi presidente da Bolsa de Comércio de Buenos Aires (2002-2005) [12] e do CICYP (Conselho Interamericano de Comércio e Produção). [13] Julio faleceu em 2013. [14]
- Leo Werthein, filho de Noel, desempenhou um papel de liderança na expansão do agronegócio, interessando-se e colaborando, em grande parte, com a contribuição da família Werthein no desenvolvimento da genética de gado. Em 1979, começou a gerenciar a Gregorio, Numo y Noel Werthein S.A. Foi presidente da Associação Argentina de Angus, diretor da Sociedade Rural Argentina e presidente da Fundação Tzedaká, [15] atividades que o tornaram um ponto de referência para o grupo até sua morte em 2005. [16] [17]

### Crescimento e Expansão
Embora desde a década de 1930 a família Werthein tenha se envolvido em uma variedade de negócios, durante as duas últimas décadas do século XX, com a terceira e a quarta geração da família a bordo, o Grupo fundiu produção e serviços. 
Hoje inclui agronegócio, consumo de massa, seguros, saúde, alimentos e bebidas, imóveis, tecnologia, conectividade, informação e entretenimento. O Grupo ainda é controlado por membros da família Werthein, com Darío, Daniel e Adrián como acionistas, enquanto outros integrantes da prole, como Gregorio, Lucas e Andrés, formam a nova geração de diretores. 

#### Acionistas
- Daniel Werthein: filho de Noel, estudou medicina veterinária, foi parte importante da atividade agrícola do Grupo, especialmente em genética de gado, e vice-presidente da Fundação DAIA (Delegação Argentina de Associações Israelitas). [18] [19]
- Adrián Werthein: filho de Noel, contador público. Iniciou sua carreira nos negócios da família no setor agrícola e pecuário. É membro do Conselho de Administração da Bolsa de Valores de Buenos Aires, foi presidente do Congresso Judaico Latino-Americano (CJL) e integra o Comitê Executivo do Congresso Judaico Mundial. [20][21]
- Darío Werthein: filho de Leo, ex-membro do Conselho da Bolsa de Comércio de Buenos Aires, presidente do Conselho de Curadores da ORT Mundial e membro do Comitê Executivo do American Jewish Joint Distribution Committee. Atualmente é tesoureiro da Leo Werthein Foundation e lidera o programa de sustentabilidade Propósito Vrio; é membro do Conselho de Curadores da Universidade Fordham e integrante, desde 2020, do Conselho da Scholas Ocurrentes USA.[22]Em setembro de 2024, ele foi selecionado pela Bloomberg como uma das pessoas mais influentes da América Latina.[23][24]

## Grupo Econômico

### Agronegócio
A empresa que representa o Grupo neste setor desde 1928 é a "Gregorio, Numo y Noel Werthein S.A." (GNNW). Focada na produção e exportação de produtos de valor agregado, é especializada na produção de gado comercial e genética bovina, com as raças Aberdeen Angus e Hereford, na região dos Pampas; e Braford e Brangus, no norte do país.
Entre seus estabelecimentos estão a Cabaña La Paz (Província de Buenos Aires) e a Cabaña Los Guasunchos (Província de Santa Fé), que apresentam animais nas exposições mais importantes do país e são ganhadores de diversos prêmios. 

### Media Tech Company
Em 2003 o Grupo adquiriu as operações da Telecom Personal no Uruguai e no Paraguai, o que manteve até 2017.  
Em 2021, foi adquirida a unidade de negócios Vrio Corp., um provedor de entretenimento digital que iniciou suas operações em 1996. 
A Vrio é a principal provedora de entretenimento, informação e conectividade da América do Sul, México e Caribe. A empresa ocupa um espaço incremental de distribuição no varejo e no atacado por meio das marcas DirecTV, Sky Brasil e DGO, sua plataforma de streaming. Oferece serviços no Brasil através da marca SKY e na Argentina, Barbados, Chile, Colômbia, Curaçau, Trinidad e Tobago, Equador, Peru e Uruguai por meio da marca DirecTV. A DGO está presente em todos os mercados, com a adição do México. A Vrio também inclui torneios na Argentina e na Colômbia. 
Seus investimentos e negócios fornecem serviços para 10 milhões de clientes registrados, o que representa um impacto de 40 milhões de pessoas com produtos e serviços.
Em junho de 2024, Ameya Prabhu, chefe da Aarna Holdings, anunciou uma aliança estratégica com o Grupo Werthein que envolve grandes investimentos na Argentina. 
Em agosto de 2024, o Grupo Werthein anunciou a criação da Skx, uma fintech que operará no Brasil.
Em março de 2025, a DirecTV adquiriu os direitos de transmissão da Copa do Mundo de Clubes da FIFA para a América do Sul.
O Grupo também se associou à Amazon para fornecer internet via satélite na Argentina, Brasil, Chile, Uruguai, Peru, Equador e Colômbia.    O projeto visa fornecer cobertura especialmente em áreas rurais e de difícil acesso.  Em abril de 2025, a Amazon iniciou o lançamento de sua constelação de satélites do Projeto Kuiper com a missão KA-01, o que permitirá à DirecTV oferecer esses serviços. 

#### Sinais Próprios
- Dsports
- DFight
- DMotor
- WinSports
- DNews
- Ondirectv

#### DirecTV Latin America
Fornece serviços de entretenimento e informação na Argentina, Chile, Colômbia, Equador, Peru, Uruguai e Caribe.

#### DGO
É uma plataforma de streaming direto ao consumidor: TV local e internacional ao vivo, programação esportiva, notícias e serviço OnDemand de filmes, séries e documentários. Está presente no Brasil, Argentina, Chile, Colômbia, Equador, Peru, Uruguai e México.

#### SKY
É a maior empresa de TV por assinatura via satélite do Brasil.

#### SKY+
É uma plataforma de streaming direto para o consumidor, presente no Brasil.

#### Torneos
É uma empresa líder na geração e produção de conteúdo para a indústria do esporte e do entretenimento. Dedica-se à organização e produção abrangente de eventos, à aquisição e comercialização de direitos, e à gestão de licenças e e-commerce dos principais clubes e federações esportivas.

#### Win Sports
é um canal de televisão esportivo por assinatura colombiano focado na transmissão de futebol desse país.

#### Dfibra e Sky Fibra
Serviço de Internet 100% fibra óptica da DIRECTV e da SKY.

#### Mundea
É uma agência de viagens digital que oferece reservas de passagens, acomodações, pacotes, carros e atividades recreativas.

### Alimentos e Bebidas
O grupo está presente no setor alimentício com a produção de infusões, com a marca Cachamai; derivados de frutas, com a planta de produção Valley, e também com produtos de vinho, através da empresa WHT Partners.

#### Cachamai: Chá, Biscoitos e Mate
Presente no mercado há mais de 60 anos, é reconhecida especialmente por seu chá digestivo. A Cachamai faz parte do Grupo Werthein desde 2004, quando adquiriu a Cachay S.A., a empresa dona da marca.Além dele e da erva-mate, a Cachamai comercializa desde 2020 uma linha de biscoitos saudáveis. Em janeiro de 2025, lançou uma nova erva-mate tradicional, sem aditivos e sem glúten.

#### Valley: Derivados de Frutas
Dedica-se à produção e comercialização de derivados de frutas desidratadas, especialmente maçãs. Fornece as melhores matérias-primas no momento exato da colheita, exportando para os 5 continentes, sendo os Estados Unidos e a Europa os principais mercados. 
A planta de produção da Valley está localizada em Alto Valle, Río Negro, Argentina.
Desde 2023, comercializa a Frutty, um produto feito de maçãs desidratadas sem aditivos ou conservantes. 
Suas infusões são vendidas na Argentina e em outros mercados da Europa, Ásia e América.

#### WHT Partners: Indústria Vitivinícola de Alta Gama
O Grupo está presente no setor de bebidas por meio da WHT Partners, uma empresa dedicada a investimentos relacionados ao setor de vinhos de alta qualidade. Além de produzir e comercializar essa bebida, oferece experiências turísticas e promocionais relacionadas aos produtos. A participação no mercado é realizada com as marcas Riglos    e a vinícola boutique Huarpe.
É desde os vinhedos na Finca Las Divas, localizada no Valle de Uco, em Mendoza, que a Riglos gera sua produção. O local tem 72 hectares, sendo mais da metade disso plantado com Malbec, Cabernet Sauvignon, Cabernet Franc e Sauvignon Blanc. Em 2012, a revista Wine Enthusiast escolheu o "Riglos Gran Corte 2009" como o melhor vinho do ano. 
Para crescer no negócio de vinhos premium, em junho de 2016 a Bodega Riglos se fundiu com a vinícola boutique Huarpe Wines, de propriedade de José e Maximiliano Hernández Toso.
A vinícola da Huarpe Wines está localizada em Agrelo, Luján de Cuyo, Mendoza. Seus produtos incluem "Huarpe Series", uma linha de misturas de diferentes regiões de Mendoza; e “Taymente", uma linha de oito variedades. 

#### Empreendimentos Imobiliários
O Grupo também possui uma unidade de negócios de desenvolvimento imobiliário, e é por meio da Landmark Developments que realiza vários projetos. Construiu mais de 500.000 m2 em diversos empreendimentos na Argentina e em outros países da região.
Os projetos em desenvolvimento incluem:
- Udaondo, na Cidade Autônoma de Buenos Aires, corredor norte, Nuñez.
- Luciérnagas Pilar, na Província de Buenos Aires, Argentina.

### Saúde
O Grupo Werthein está presente também no setor de saúde, por meio do "SOI Centro Médico" e do "SML" (Sistema Médico Laboral).
O SOI Centro Médico oferece serviços médicos ambulatoriais na cidade de Buenos Aires e é especializado no atendimento de pacientes que sofreram acidentes de trabalho ou padecem de doenças ocupacionais. Especialidades: Cirurgia Plástica, Cirurgia Geral, Cinesiologia, Medicina do Trabalho, Saúde Ocupacional, Ortopedia e Traumatologia.
O SML (Sistema Médico Laboral) gerencia serviços médicos e de saúde ligados à recuperação de 1.000.000 de trabalhadores dentro do Sistema de Riscos Ocupacionais. Paralelamente gerencia uma rede de 3.000 prestadores de serviços na Argentina.

### Seguros
A atividade do Grupo neste setor teve início na década de 1990 e, durante 15 anos, foi sócio da holding italiana Assicurazioni Generali, empresa dissolvida em 2014 com a divisão de seus ativos,  permanecendo com a La Caja ART (Aseguradoras de Riesgos del Trabajo) e, após a aquisição da empresa australiana QBE ART, tornou-se a Experta ART. 
Atualmente, sua participação no setor de seguros é composta pelas empresas Experta Seguros, Experta ART e La Estrella Compañía de Seguros de Retiro.
Com presença em todas as províncias da Argentina, a Experta iniciou as operações na ART e expandiu-se para seguros patrimoniais e de vida. Em seu portfólio encontram-se seguros de vida em grupo, acidentes pessoais, roubo, agricultura, residencial, automotivo e riscos ocupacionais. 
Com mais de 1 milhão de trabalhadores, é a terceira maior seguradora de riscos ocupacionais da Argentina.

### Tecnologia

#### Fivvy
Aplicativo que analisa dados financeiros e fornece recomendações aos seus usuários sobre investimentos, poupança, empréstimos pessoais, cartões de crédito, seguros e hipotecas.
O mecanismo de personalização impulsiona o envolvimento, promove a educação financeira e fornece informações relevantes aos clientes na experiência bancária digital.

#### Overlabs
Em setembro de 2024, o Grupo lançou a Overlabs, uma empresa de serviços tecnológicos que oferece consultoria, desenvolvimento de software e aplicativos. A empresa iniciou suas operações no Brasil e prevê expansão para outros países da América Latina em 2025. 

## Fundação Norma & Leo Werthein
Desde 2009 promove e apoia programas e atividades relacionados à Educação, Cultura, Inclusão e Agricultura para o benefício da população mais vulnerável.

### Finalidade Vrio
A Vrio tem uma finalidae: preservar a cultura de cada país, fortalecer a diversidade na região e impulsionar a economia através de investimentos que contribuam para o desenvolvimento sustentável das comunidades. O propósito da companhia consolida e integra todas as iniciativas no coração da empresa.

### Escola +
Um programa emblemático de educação audiovisual para escolas de ensino fundamental e médio que visa preencher a lacuna tecnológica e promover o uso pedagógico da tecnologia para o desenvolvimento das habilidades dos alunos.
A iniciativa fornece às instituições educacionais tecnologia, conteúdo educacional, materiais didáticos e treinamento para professores em toda a região.
Em janeiro de 2025, a fundação inaugurou três salas de aula do Escola+ no Equador, em escolas das comunidades de Itulcachi e Yunguilla, e na Reserva do Chocó Andino.
A Fundação produziu Feik Ñus, um projeto audiovisual educativo sobre os riscos associados às notícias falsas. Em março de 2025, a série foi premiada no Mi Primer Festival, um evento internacional de cinema para crianças e jovens no Peru.

## Atividade Empresarial do Grupo Werthein por Década
Década de 1930
- Agente da YPF

Década de 1940
- Representantes do Banco Nación
- Importação, distribuição e venda de caminhões Ford (Canadá).

Década de 1950
- Importações Gregorio e Numo Werthein
- Revendedor da Ford Motor Company
- Agente de Tratores Hanomag
- Revendedores de Sementes Werthein
- Banco El Hogar Argentino

Década de 1960
- Companhia de Seguros La Defensa
- Fabricantes de Televisões Dumont
- Banco Mercantil Argentino
- Venda e distribuição de caminhões Federal

Década de 1970
- Citrex, Valley Evaporating Company e Tucumán Citrus

Década de 1980
- Vinícola Finca Flichman

Década de 1990
- Sócios no fundo de investimento CEI (Citicorp Equity Investments)
- La Caja, 1994-2015

Década de 2000
- Participação na Finca Sophenia
- Sócio no Standard Bank Argentina
- Telecom Argentina, 2003-2017
- Transportadora de Gas del Sur (Transportadora de Gás do Sul)

Década de 2020
Vrio Corp.